# Kloster Esrom
Das Kloster Esrom (Esrum) ist eine ehemalige Zisterzienser-Abtei in Dänemark, dessen Name insbesondere durch den gleichnamigen Käse bekannt ist. Das Kloster liegt auf der Insel Seeland an der Nordseite des Esromsees bei Græsted.

## Geschichte
Das um 1140 als Benediktinerkloster errichtete Kloster wurde um 1151 auf Geheiß von Erzbischof Eskil von Lund von den Zisterziensern übernommen und bestand bis zur Reformation im Jahr 1536. Nach der Patroziniumsheiligen Maria trug es den Namen CONVENTUS MONASTERII BEATE MARIE DE ESROM.
Als Zisterzienserkloster war es eine Filiation der Primarabtei Clairvaux und Mutterkloster von Kloster Vitskøl, Kloster Sorø, dem Kloster Rüde in Schleswig-Holstein, von Kloster Dargun in Mecklenburg (Erstgründung), und dreier pommerscher Klöster: Kloster Eldena bei Greifswald, Kloster Kolbatz bei Stettin und als Tochtergründung von Kolbatz Kloster Oliva bei Danzig. Sowohl 1194 als auch 1204 brannte das Kloster Esrum nieder und wurde jeweils neu aufgebaut.
Nach Einführung der Reformation 1536 unter Christian III. wurde der Klosterbesitz in königlichen Besitz überführt. Der Konvent blieb bis 1559 bestehen. Dann ließ König Friedrich II. die verbliebenen elf Mönche nach Sorø umsiedeln und den Großteil der Klostergebäude einschließlich der Kirche in den folgenden Jahren abgetragen. Den verbliebenen Südflügel ließ er zu einem Jagdschloss umbauen.
Bei Ausgrabungen 1996 konnte die ursprüngliche Form der Klostergebäude rekonstruiert werden.

## Bauten und Anlage

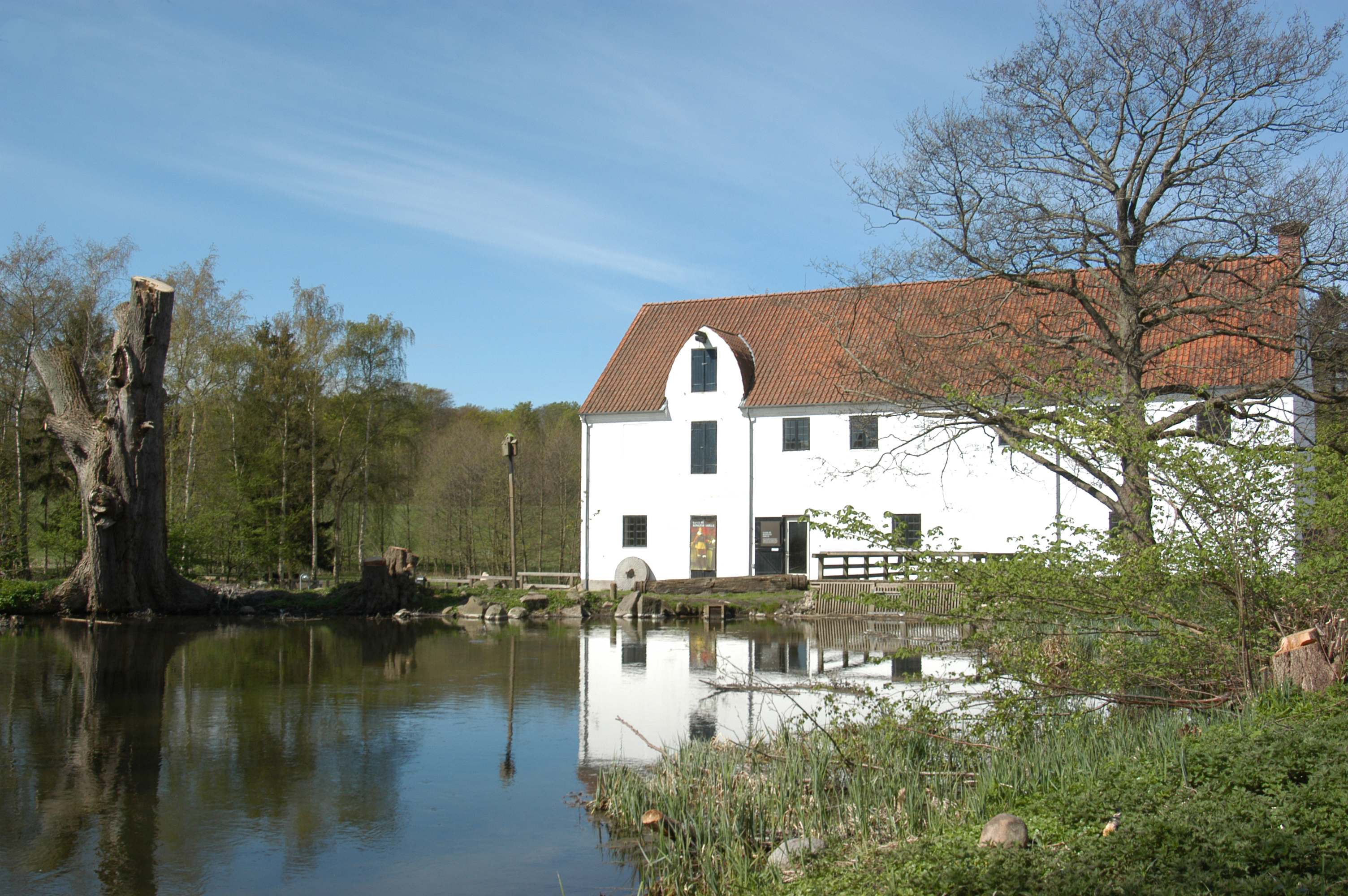
Wassermühle

Die Kirche war eine dreischiffige Basilika mit Querschiff und Rechteckchor. Sie war mit einer Länge von über 100 m die größte Kirche in Dänemark. Wie in der Zisterzienserarchitektur üblich, schloss die Ostwand der Chores flach ab. An den Querschiffen befanden sich jeweils drei Apsiden oder Chorkapellen, ebenfalls mit glattem Abschluss. Neben der St.-Bendts-Kirche in Ringsted und der Klosterkirche Sorø war sie eine der ältesten aus Backstein errichteten Kirchen in Dänemark.
Südlich der Kirche schloss der Kreuzgang an, um den die Klausurgebäude angeordnet waren. Von der mittelalterlichen Klosteranlage sind der Südflügel und die Wassermühle erhalten geblieben.

## Codex Esromensis
Der Codex Esromensis, das 1496 angelegte Briefbuch des Klosters Esrum, enthält insgesamt 269 Urkunden aus den Jahren 1140 bis 1514. das 1496 angelegte Briefbuch des Klosters Esrum, enthält insgesamt 269 Urkunden aus den Jahren 1140 bis 1514 zumeist als Abschriften. Auf die Gründungsurkunde und päpstliche, bischöfliche und königliche Privilegien folgen Urkunden, die die jeweiligen Besitztümer des Klosters betreffen. Der Codex ging nach der Auflösung des Klosters durch verschiedene Hände, darunter Arild Huitfeldt, und gelangte 1731 in die Königliche Bibliothek in Kopenhagen. Oluf August Nielsen (1838–1896) gab 1880/81 eine Edition unter dem Titel Codex Esromensis. Esrom Klosters Brevbog heraus.